# Moms Mabley
Jackie „Moms“ Mabley (* 19. März 1897 in Brevard als Loretta Mary Aiken; † 23. Mai 1975 in White Plains) war eine US-amerikanische Stand-up-Komikerin, Schauspielerin und Sängerin. Sie gilt als erste bekannte afroamerikanische Komikerin. Ihre beliebteste Rolle war die als Moms (Mama), eine Frau mittleren Alters, die sehr offen über zur damaligen Zeit kontroverse Themen wie Rassismus oder weibliche Sexualität redete.
Mabley war von den 1920er bis in die späten 1950er Jahre praktisch nur beim afroamerikanischen Publikum bekannt. Ab Anfang der 1960er Jahre wurde sie durch die Veröffentlichung erfolgreicher Comedy-Alben und Auftritte in großen Häusern, beispielsweise der Carnegie Hall, auch allgemein populär. Zudem war sie seit einem vom Publikum positiv aufgenommenen Fernsehauftritt im Jahr 1967 oft in Fernsehshows zu sehen. Jahre nach ihrem Tod wurde sie von vielen bekannten schwarzen Komikern als künstlerisches Vorbild bezeichnet.

## Frühe Jahre
Loretta Mary Aiken wurde 1897 in Brevard im US-Bundesstaat North Carolina geboren. Über ihre Kindheit und Jugend gibt es widersprüchliche Informationen. Sie stammte angeblich aus einer afroamerikanischen Großfamilie mit Cherokee- sowie irischen Wurzeln. Innerhalb ihrer späteren Bühnenkarriere erwähnte sie, als 15-Jährige von ihrem Vater mit einem „uralten“ Mann zwangsverheiratet worden zu sein. Laut Historikern wurden afroamerikanische Frauen im Süden in dieser Zeit häufig als Minderjährige gegen ihren Willen verheiratet. Allerdings ist nicht erwiesen, ob Aiken von persönlichen Erfahrungen sprach oder nur diese Problematik künstlerisch verarbeitete.
Laut der Schauspielerin Clarice Taylor, die über Aikens Leben recherchierte, war sie die Nachfahrin einer ehemaligen Sklavin, hatte 15 Geschwister und wurde im Alter von elf sowie 13 Jahren nach Vergewaltigungen schwanger. Aiken gab die Kinder zur Adoption frei und beschloss als 14-Jährige, ihr Zuhause zu verlassen. Neben dem sexuellen Missbrauch war vermutlich auch der Tod ihres Vaters ein Grund dafür. Er war als Mitglied der Freiwilligen Feuerwehr bei einem Einsatz ums Leben gekommen. Aikens Großmutter wusste von ihrem Vorhaben, hielt sie aber nicht auf. Sie soll sie stattdessen ermutigt haben wegzulaufen, um ihr ein besseres Leben zu ermöglichen. Aiken ging nach einer Zwischenstation in Asheville nach Ohio, wo ihre Mutter arbeitete. Nicht lange nach ihrer Ankunft wurde die Mutter von einem Lkw erfasst und tödlich verletzt.

## Karriere

### Anfänge im Theater
Nach eigenen Angaben hatte Aiken dann Gott um Rat gefragt, wie sie ihren Lebensunterhalt verdienen sollte. Eine Stimme habe ihr geraten, auf der Bühne zu stehen. Deswegen beschloss sie, eine Karriere im Vaudeville-Theater zu beginnen. Neulinge wie Aiken erhielten dort eine sehr niedrige Gage, in ihrem Fall einen Wochenlohn von 12,50 Dollar. Jedoch gelang es ihr, durch ihre Arbeit als Entertainerin, Sängerin und Tänzerin Verbindungen zu prominenten Sängern zu knüpfen. Dazu gehörten das Gesangsquartett Whitman Sisters, das Aiken für einige Zeit auf seine Tournee mitnahm, Louis Armstrong, Bessie Smith und das fahrende Gesangsduo Butterbeans and Susie. Mit Letzterem reiste Aiken im Jahr 1923 nach New York City. In der Stadt legte sie sich den Künstlernamen Jackie Mabley zu. In einem Interview von 1974 erklärte sie, dass er auf ihren Kollegen Jack Mabley anspielte, mit dem sie am Anfang ihrer Karriere eine kurze Beziehung hatte. Er habe ihr viel weggenommen, weswegen sie das Gleiche mit seinem Namen getan habe.

### Durchbruch auf der Bühne
Den ersten Auftritt unter ihrem neuen Namen absolvierte Mabley 1923 im Nachtclub Connie’s Inn in Harlem. Sie konzentrierte sich vor allem auf Stand-up-Comedy, was sie schnell zu einer beliebten Künstlerin des Chitlin’ Circuits machte. Das waren Musiktheater im Osten und Süden der USA, an denen afroamerikanische Bühnenkünstler während der vorherrschenden Rassentrennung problemlos auftreten konnten. Dazu gehörte das Apollo Theater in Harlem, an dem Mabley als erste schwarze Komikerin auftrat. Dort soll sie eine hohe wöchentliche Gage von 10.000 Dollar erhalten haben. In den 1930er Jahren vergrößerte sich Mableys Bekanntheit weiter, weswegen sie an alle großen Veranstaltungsorte in Harlem eingeladen wurde. Zudem verfasste sie zusammen mit der Autorin Zora Neale Hurston ein Musical. Fast and Furious: A Colored Revue in 37 Scenes wurde 1931 am Broadway aufgeführt und hatte ein rein afroamerikanisches Ensemble.
Mabley galt lange als die einzige bekannte schwarze Comedienne in den Vereinigten Staaten. Ihre Auftritte waren daher beim afroamerikanischen Publikum äußerst beliebt. In dieser Zeit war weibliche Sexualität in der afroamerikanischen Kunst seit Langem tabuisiert. Laut Experten sollte damit dem misogynen und rassistischen Stereotyp der schwarzen, promisken Frau entgegengewirkt werden, das seinen Ursprung in der Zeit nach dem Bürgerkrieg hatte. Mabley brach mit dem Tabu, indem sie in ihren Programmen subtil über die sexualisierte Gewalt redete, die Frauen ihrer und nachfolgender Generationen oft widerfuhr. Zudem sprach sie mit zweideutigen Wortwitzen sehr häufig über ihre eigene Sexualität, was ein weiterer Grund für ihre Popularität war.
Im Laufe ihrer Karriere erfand Mabley die Bühnenfigur Moms. Den Spitznamen hatte sie von jüngeren Kollegen erhalten, die in ihr eine mütterliche Mentorin sahen. Die Persönlichkeit der Figur war von ihrer Großmutter inspiriert, bei der sie in Brevard gelebt hatte. Moms war eine Frau mittleren Alters, die immer einen Hausmantel und einen Sonnenhut trug. Weitere ihrer typischen Kleidungsstücke waren schlaffe Kniestrümpfe sowie Schuhe der falschen Größe. Am Anfang jedes Auftritts nahm Mabley ihre Zahnprothese aus dem Mund, legte sie auf eine nebenstehende Couch und bemerkte, dass ihre falschen Zähne sie stören. Moms’ berühmtestes Merkmal neben ihrem Aussehen war ihre sexuelle Vorliebe für deutlich jüngere Männer. In ihrer Rolle als Moms legte Mabley erneut den Schwerpunkt auf damals kontroverse Themen, neben weibliche Sexualität beispielsweise Altersdiskriminierung und Rassismus. Durch das Erscheinungsbild einer harmlosen älteren Frau wirkten ihre Reden über Themen wie ihrer Ablehnung „alter Knacker“ sowie das Kinderkriegen als Witwe aufs Publikum besonders komisch. Dadurch wurde die Bühnenrolle zu Mableys beliebtester Stand-up-Routine. Deswegen wurde sie auch im Privatleben oft Moms genannt.

### Spätere Erfolge
Ende der 1950er Jahre waren in den Vereinigten Staaten auf Schallplatten veröffentlichte humoristische Bühnenprogramme beliebt. Mabley nahm 1960 ihr erstes Album mit dem Titel The Funniest Woman in the World auf. Es erhielt eine Goldene Schallplatte, worauf sie in den folgenden Jahren weitere Alben herausbrachte. Eines davon war Moms Mabley At The Geneva Conference, auf dem sie über bekannte internationale Politiker scherzte. So bezeichnete sie Nikita Chruschtschow als Mr. Clean und riet Fidel Castro als Anspielung auf Abraham Lincolns Tod, im Theater nicht in einer Loge zu sitzen.
Neben ihren erfolgreichen Comedyalben waren gesellschaftliche Veränderungen in den 1960er Jahren ein weiterer Grund für Mableys allmählich wachsende Bekanntheit über die afroamerikanische Gemeinschaft hinaus. Schwarze Künstler wurden vermehrt in vorher Weißen vorbehaltene Häuser eingeladen, so auch Mabley. Sie trat unter anderem in der Carnegie Hall, im John F. Kennedy Center for the Performing Arts und im Copacabana auf. Weil Moms’ Ausführungen über gesellschaftlichen Rassismus und Sex im Alter dem weißen Publikum nicht wirklich gut gefielen, änderte Mabley ihre Routine etwas ab. Sie sprach nicht mehr über Rassismus im gesamten Land, sondern erwähnte nur den Süden, der auf sie wie ein „fremdes Land“ wirke. Daneben witzelte sie über die Bürgerrechtsbewegung, ohne deren Ziele zu diskreditieren. Obgleich vor allem junge Leute diese neuen Witze mochten, gehörte Mabley beim weißen Bühnenpublikum nicht zu den erfolgreichsten afroamerikanischen Komikern. Stattdessen waren einige männliche Kollegen wie Godfrey Cambridge, Bill Cosby und Dick Gregory beliebter. Sie wurde dennoch mehrmals unter den Präsidenten Kennedy und Johnson ins Weiße Haus eingeladen, um dort aufzutreten.
Durch Mableys gesteigerten Bekanntheitsgrad wurde die Unterhaltungsindustrie auf sie aufmerksam. 1967 hatte sie ihren ersten Fernsehauftritt in der von Harry Belafonte produzierten Varieté-Show A Time For Laughter auf ABC. Weil er beim Publikum Beifall fand, war sie fortan regelmäßig in Fernsehsendungen zu sehen. Sie wurde unter anderem für die Varieté-Sendungen The Pat Boone Show auf ABC, Playboy After Dark und The Smothers Brothers Comedy Hour auf CBS sowie The Flip Wilson Show und die Talkshow The Merv Griffin Show auf NBC engagiert.
Wie am Anfang ihrer Karriere baute Mabley in den 1960er Jahren häufig Gesangseinlagen in ihre Auftritte mit ein. Ihre erfolgreichste war allerdings entgegen ihrer Gewohnheit ernster Natur. 1968 nahm sie ein Cover von Abraham, Martin and John des Sängers Dion DiMucci auf. Es handelt von den Attentaten auf Abraham Lincoln, John F. Kennedy, Martin Luther King und Robert F. Kennedy. Ihre Version erreichte im Jahr darauf den 35. Platz der Billboard Hot 100 sowie den 18. Platz der Hot R&B. Damit brach sie Everett Dirksens Rekord als älteste Person mit einer Top-40-Chartplatzierung. Im Sommer 1969 trat sie bei dem Harlem Cultural Festival auf.
1971 war Mabley in der Fernsehshow ihres ehemaligen Schützlings Pearl Bailey auf ABC zu Gast. Im selben Jahr trat sie im Vorprogramm bei einem Konzert von Ike & Tina Turner in Los Angeles auf. Nach ihrem Stand-up sang sie ein Medley von Liedern des kurz vorher verstorbenen Armstrong. Drei Jahre später wurde Mabley in ihrer ersten Hauptrolle in der Filmkomödie Amazing Grace besetzt. Die Produktion handelt von einer alten Frau, die eine korrupte Stadtregierung reformieren will. Sie war viele Jahre zuvor sporadisch in kleinen Filmrollen zu sehen.

## Persönliches
Laut ehemaligen Kollegen kleidete sich Mabley nicht wie Moms. Nach dem Ende jeder Show habe sie Hausmantel und Sonnenhut gegen Hemden, Hosen sowie Fedoras eingetauscht, die damals als typische Männerkleidung galten. Zudem trug sie ab den 1930er Jahren einen Kurzhaarschnitt, wodurch sie privat ein androgynes Aussehen hatte. Daher nannten ihre künstlerischen Weggefährten sie Mr. Moms. Mabley führte Beziehungen mit anderen Frauen und freundete sich in den 1940er Jahren mit Homosexuellen an, die sie bei Auftritten in Washington kennen lernte. Allerdings hatte sie auch männliche Lebensgefährten und vier Kinder. Deswegen nehmen einige Historiker an, dass Mabley nicht wie oft vermutet lesbisch, sondern bisexuell war.
Während der Dreharbeiten zu Amazing Grace erlitt Mabley einen Herzinfarkt. Drei Wochen, nachdem sie einen Herzschrittmacher eingesetzt bekommen hatte, kehrte sie wieder ans Set zurück. Im Mai 1975 starb Mabley in einem Krankenhaus in White Plains an den Folgen einer Herzinsuffizienz.

## Nachwirkung
Aufgrund ihres langjährigen Status als einzige berühmte schwarze Stand-up-Komikerin betrachteten viele spätere afroamerikanische Kollegen Mabley als künstlerisches Vorbild. Dazu gehörten Whoopi Goldberg, Eddie Murphy, Richard Pryor und Wanda Sykes. Sie wusste selbst von ihrem großen Einfluss auf andere Komiker. In einem Interview kurz vor ihrem Tod behauptete Mabley, dass jeder aktive Comedian, gleich ob weiß oder schwarz, Witze von ihr gestohlen habe. Allerdings sei das kein Problem, da sie ständig von Gott mit neuen Stoffen versorgt werde. Tatsächlich stammt ein im US-amerikanischen Stand-up-Genre weitverbreiteter Witz über eine Frau, die ihr Cannabis vor der Polizei in einer Kuckucksuhr versteckt, wodurch die Kuckucksfigur berauscht wird und mehrere Stunden lang nicht herauskommt, ursprünglich von Mabley. Es ist jedoch nicht klar, ob sie ihn selbst erdachte oder durch ihre Erzählweise populär machte.
Laut Goldberg sei Mableys Verhältnis zu ihren männlichen Kollegen ein Grund für ihre langlebige Karriere gewesen. Diese hätten sie als ihresgleichen angesehen und gleichwertig behandelt, weshalb sie Mabley auch nicht für ihr privat maskulines Erscheinungsbild kritisierten. Dadurch habe sie sich im von Männern dominierten Comedy-Geschäft behaupten können. Mit ihren sexuellen Anspielungen und hitzigem Bühnentemperament habe Mabley den Weg für Komikerinnen wie Phyllis Diller und Joan Rivers mit einem ähnlichen Humor geebnet. Die trotz ihres Einflusses eher geringe Bekanntheit der Komikerin führt Goldberg auf die Zeit zurück, in der sie tätig war. Damals habe niemand über Schwarze berichtet. Deswegen gebe es zwar viel zeitgenössisches Material über frühe weiße Bühnenkünstler, beispielsweise Gracie Allen oder George Burns, aber kaum welches über afroamerikanische wie Mabley.

## Würdigungen
1997 wurde anlässlich Mableys 100. Geburtstag eine Straße in ihrer Geburtsstadt Brevard nach ihr umbenannt. Allerdings protestierten die Anwohner dagegen, weil die Änderung nicht im Vorfeld angekündigt worden war, sodass die Straße kurz darauf wieder den alten Namen trug.
Am Anfang ihrer Karriere als Stand-up-Komikerin imitierte Whoopi Goldberg als Hommage oft die Figur Moms. 1983 und 1984 wurde sie durch ihren unter anderem auch am Broadway aufgeführten Einakter Moms über Mableys Leben erstmals einem breiteren Publikum bekannt.
In den frühen 1980er Jahren erzählte Clarice Taylor einigen Freunden Witze von Mabley. Weil sie keinem von ihnen ein Begriff war, wollte Taylor ein Theaterstück über Mabley produzieren. Nach intensiven Recherchen, während derer sie sich mit Verwandten der Künstlerin besprach, brachte Taylor persönlich die Produktionskosten von 300.000 Dollar auf. Ihr Off-Broadway-Einakter Moms wurde 1986 uraufgeführt.
1996 erklärte Eddie Murphy in einem Interview, dass seine Darstellung der Figur Grandma Klump im Film Der verrückte Professor teilweise auf Mabley basierte.
Ab den 2010er Jahren war Mabley in mehreren Listen der besten US-amerikanischen Stand-up-Comedians vertreten, unter anderem von Ebony, Rolling Stone und Vogue.
2013 produzierte Goldberg den auf HBO ausgestrahlten Fernseh-Dokumentarfilm Whoopi Goldberg Presents Moms Mabley. Darin wurde nicht nur Mableys Leben behandelt, sondern auch ihr Einfluss auf andere Kunstschaffende, unter anderem Kathy Griffin, Arsenio Hall, Anne Meara und Jerry Stiller, beleuchtet.
In einer Episode der Comedy-Fernsehserie The Marvelous Mrs. Maisel, die von einer aufstrebenden Stand-up-Komikerin in den 1950er Jahren handelt, ist die von Sykes dargestellte Mabley bei einem Auftritt im Apollo Theater zu sehen.
2015 wurde Mabley von der LGBT-Organisation Equality Forum zu einer von 31 „queeren Ikonen“ ernannt.
2017 gehörte Mabley zu den Frauen, die im Videotribut HerStory auf einem Konzert der Band U2 gewürdigt wurden.
Im Oktober 2020 wurden Redd Foxx, Mabley und Richard Pryor als erste Nicht-Musiker mit Plaketten auf dem dem Hollywood Walk of Fame ähnelnden Apollo Theater Walk of Fame geehrt.
2022 war Mabley eine der afroamerikanischen Comedians, die in der vom Komiker J. B. Smoove gesprochenen Dokumentar-Hörbuchreihe Funny My Way porträtiert wurden.

## Filmografie (Auswahl)
- 1933: Kaiser Jones (The Emperor Jones)
- 1948: Killer Diller
- 1948: Boarding House Blues
- 1967–1968: The Smother Brothers Comedy Hour (Varieté-Fernsehsendung, 3 Episoden)
- 1967–1971: The Merv Griffin Show (Talkshow, 25 Episoden)
- 1969–1971: The David Frost Show (Talkshow, 5 Episoden)
- 1969–1970: The Ed Sullivan Show (Varieté-Fernsehsendung, 3 Episoden)
- 1969: The Joey Bishop Show (Talkshow, 5 Episoden)
- 1970: Bill Cosby (The Bill Cosby Show, Fernsehserie, Episode 1x17)
- 1971–1974: The Mike Douglas Show (Talkshow, 16 Episoden)
- 1974: Amazing Grace